# Eugeniusz Skrobocki
Eugeniusz Skrobocki (ur. 1950 w Ejszyszkach, zm. 4 lutego 2010 w Grodnie) – polski działacz społeczny na Białorusi, były redaktor naczelny Głosu znad Niemna i Magazynu Polskiego, wiceprzewodniczący Związku Polaków na Białorusi uznawanego przez władze w Mińsku (2005).

## Życiorys
Po ukończeniu szkoły zawodowej pracował jako ślusarz. Kształcił się na Wydziale Dziennikarstwa Białoruskiego Uniwersytetu Państwowego. Po odsłużeniu wojska na Dalekim Wschodzie podjął pracę dziennikarza w "Astrawieckiej Praudzie". Był redaktorem naczelnym gazety Mińskiego Instytutu Medycznego oraz korespondentem "Czyrwonej Zmieny". Zastępował redaktora naczelnego rosyjskojęzycznej "Grodnieńskiej Prawdy".
W czasie pobytu na wschodzie ZSRR pisał korespondencje dla "Socjalistycznej Jakucji". Pod koniec lat osiemdziesiątych był jednym z założycieli Związku Polaków na Białorusi i jego aktywnym działaczem. Przez pierwsze siedem lat istnienia pisma stał na czele redakcji "Głosu znad Niemna" (1989–1996). W 1992 założył i przez kilkanaście lat redagował wydawany w Grodnie "Magazyn Polski".
W latach 1990–1995 był deputowanym do Grodzieńskiej Obwodowej Rady Deputowanych. Pełnił w niej funkcję sekretarza Komisji ds. Narodowości i Stosunków Narodowościowych. W maju 1995 kandydował w wyborach do Rady Najwyższej Białorusi XIII kadencji w okręgu Nr 119 w Wołkowysku z poparciem Związku Polaków i białoruskich organizacji demokratycznych.
W łonie Związku Polaków związany z prezesem Tadeuszem Kruczkowskim. Na zjeździe w Wołkowysku, który odbył się 27 sierpnia 2005, został wybrany wiceprzewodniczącym ZPB.
Od 1975 działał w Związku Dziennikarzy Białoruskich. Zajmował się m.in. dokumentowaniem historii miast i miasteczek dawnego Wielkiego Księstwa Litewskiego, w tym rodzinnych Ejszyszek.